# Strathnaver (Schiff)
Die Strathnaver (I) war ein nach einem schottischen Ort benanntes, 1931 in Dienst gestelltes Passagierschiff der britischen Reederei Peninsular and Oriental Steam Navigation Company (P&O), das für den Passagier- und Postverkehr von Großbritannien nach Australien gebaut wurde. Im Zweiten Weltkrieg diente das Schiff als alliierter Truppentransporter. 1962 wurde die Strathnaver nach über 30 Dienstjahren in Hongkong abgewrackt.

## Das Schiff

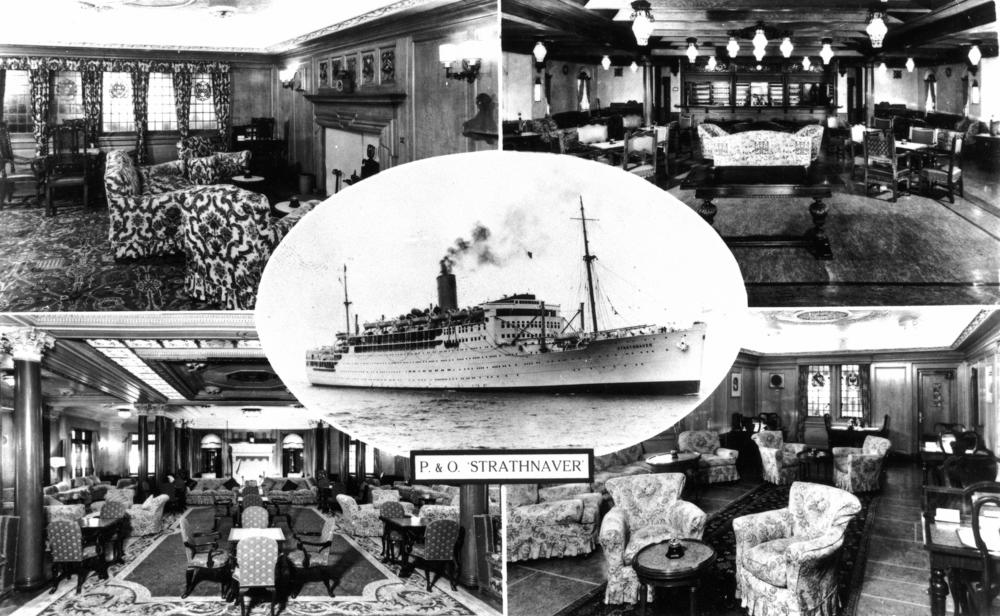
Die Inneneinrichtung der Strathnaver

Das 22.270 BRT große Motorschiff Strathnaver wurde im Januar 1930 bei der Werft Vickers-Armstrong Ltd. in Barrow-in-Furness bestellt und lief dort am 5. Februar 1931 vom Stapel. Die Funktion der Taufpatin übernahm Lady Janet Mackay Bailey, die zweite Tochter von James Mackay, 1. Earl of Inchcape, dem Vorsitzenden von P&O. Die Strathnaver war das erste von fünf Schiffen der so genannten Strath-Klasse. Die anderen waren die Strathaird (1932), die Strathmore (1935), die Stratheden (1937) und die Strathallan (1938). Die Schwesterschiffe hatten gelbe Schornsteine und waren ansonsten komplett in Weiß gestrichen, weshalb sie The White Sisters (dt. „Die weißen Schwestern“) genannt wurden.
Die Strathnaver hatte zwei Masten, zwei Propeller und drei Schornsteine, von denen der erste und der dritte aber nur Attrappen waren. Das 194,64 Meter lange und 24,43 Meter breite Schiff wurde mit zwei turboelektrischen Dampfturbinen angetrieben, die eine maximale Reisegeschwindigkeit von 22 Knoten ermöglichten. Die Passagierunterkünfte waren für 500 Passagiere der Ersten Klasse und 670 Passagiere der Touristenklasse ausgelegt.
Am 26. August 1931 durchlief das Schiff erfolgreich seine Probefahrten und am 2. September 1931 wurde es P&O übergeben. Am 2. Oktober 1931 lief die Strathnaver in London zu ihrer Jungfernfahrt nach Sydney via Marseille, Sues, Bombay und Colombo aus. Die Strathnaver und ihr identisches Schwesterschiff Strathaird wurden gerade rechtzeitig vor dem Tod des Earl of Inchcape im Mai 1932 in Dienst gestellt. Die beiden Schiffe schufen einen neuen Standard der Passagierbeförderung auf der Australienroute und waren zudem die ersten Schiffe in der P&O-Flotte, die statt eines schwarzen einen weiß gestrichenen Rumpf hatten (was später Tradition bei P&O wurde). Zusammen mit der 1929 in Dienst gestellten Viceroy of India wurden beide Schiffe zwischen ihren regulären Überfahrten auch für Kreuzfahrten eingesetzt und erfreuten sich dabei großer Beliebtheit.

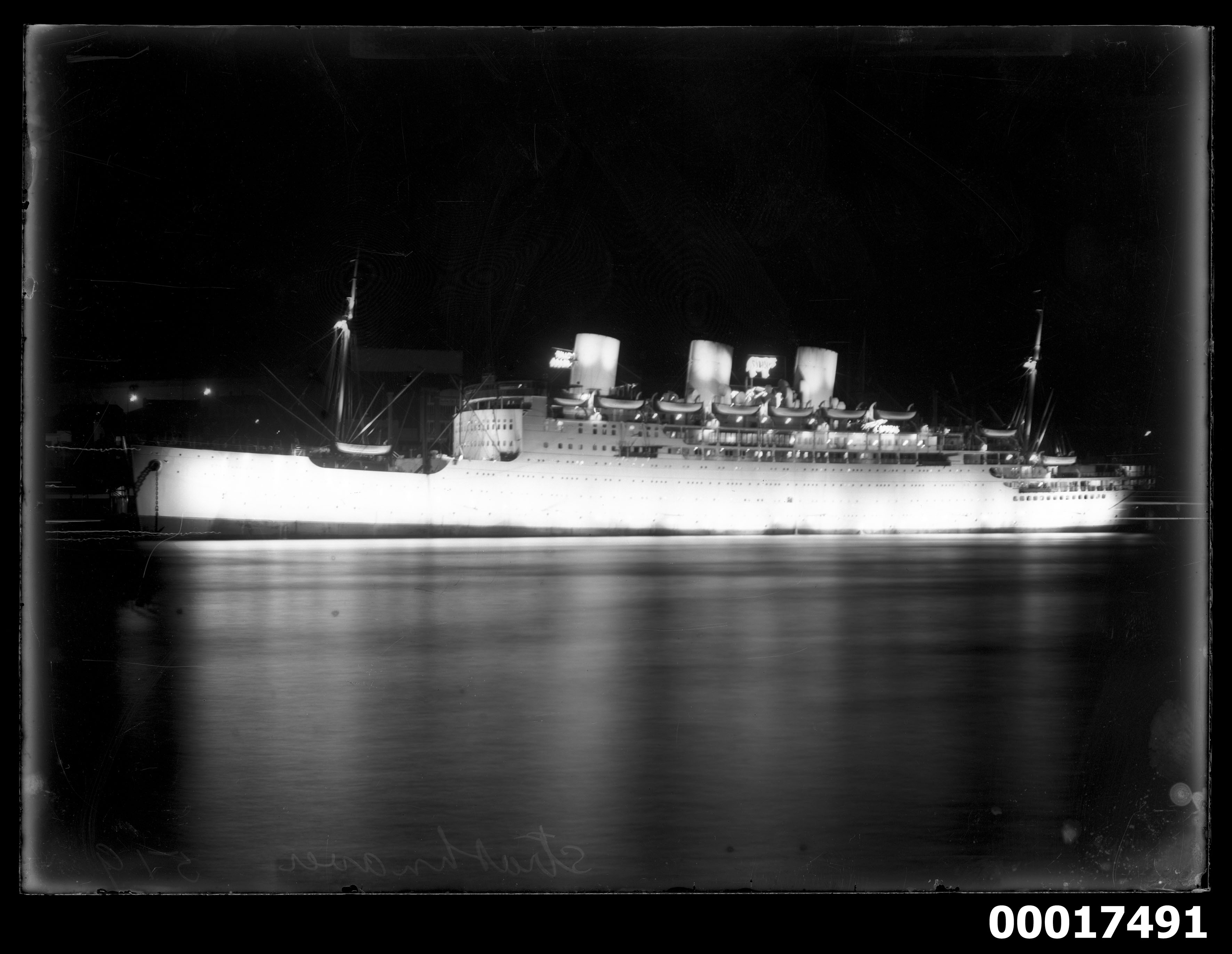
Die angeleuchtete Strathnaver bei Nacht.

Am 13. Mai 1932 wurde in Tilbury an Bord des Schiffs ein Dinner gegeben, das von der BBC live im Radio übertragen wurde.  Am 11. September 1937 stieß die Strathnaver in Tilbury mit der Kaimauer zusammen und musste anschließend repariert werden, was ihren Fahrplan unterbrach. 1938 wurden an Bord des Schiffs Kühleinrichtungen zum Transport von gefrorenem Fleisch installiert, wie sie bereits bei den jüngeren Schiffen der Strath-Klasse vorhanden waren.

## Kriegseinsatz
Wie viele andere britische Handelsschiffe wurde die Strathnaver im Zweiten Weltkrieg zum Kriegseinsatz herangezogen. Am 7. Januar 1940 wurde sie von der britischen Regierung zum Einsatz als Truppentransporter angefordert und beförderte fortan Soldaten von Australien und Neuseeland in den Mittleren Osten und zum Roten Meer. Am 11. November 1942 brachte sie in Algier Soldaten im Rahmen der Operation Torch an Land. Am darauf folgenden Tag transportierte sie Überlebende des P&O-Schiffs Cathay und der Karanja der British India Steam Navigation Company von Bejaia nach Algier, die beide bei Bejaia bombardiert und versenkt worden waren. Im Mai und Juni 1943 war die Strathnaver Teil von Übungsmanövern im Roten Meer zur Vorbereitung der Alliierten Invasion in Italien.
Anfang 1944 war sie als Landungsschiff an der Operation Shingle beteiligt. Während ihrer Dienstzeit im Zweiten Weltkrieg legte die Strathnaver 350.000 Meilen zurück und beförderte 128.792 Personen. Am 10. Oktober 1946 kollidierte sie in den Docks von Southampton mit dem kleinen Frachtschiff Fluor, welches unterging.

## Späte Jahre

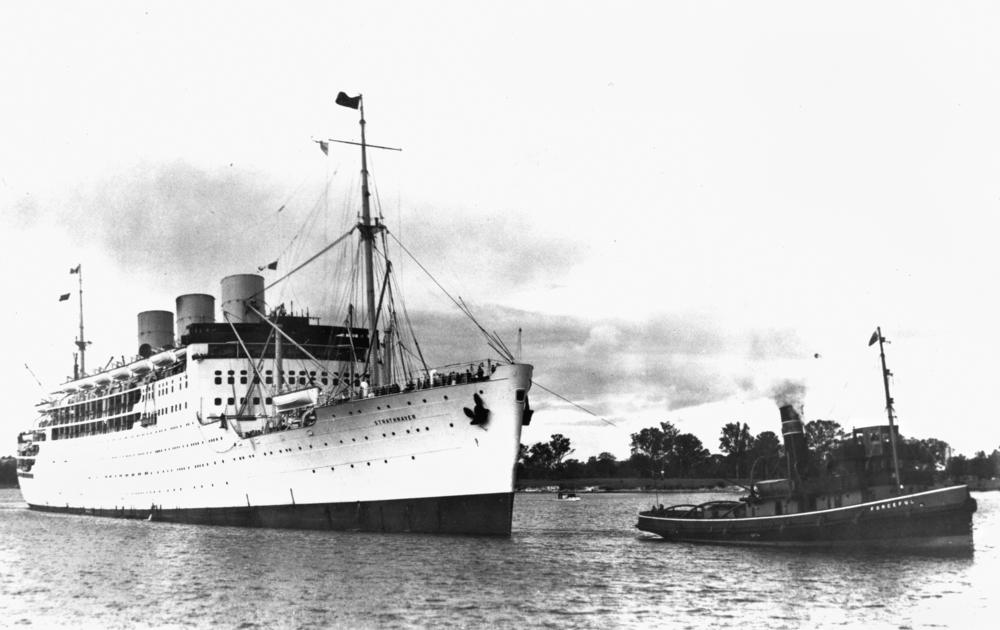
Die Strathnaver mit einem Schlepper

Im November 1948 entließ die britische Regierung die Strathnaver nach über acht Jahren aus ihren Diensten. Sie war das letzte Schiff der Strath-Klasse, das P&O nach dem Krieg zurückerhielt. Bei Harland & Wolff in Belfast wurde das Schiff wieder für den kommerziellen Linienverkehr flott gemacht, wobei die beiden Schornsteinattrappen entfernt wurden. Am 6. Dezember 1948 wurde die Strathnaver P&O übergeben und am 5. Januar 1950 lief sie zu ihrer ersten Nachkriegsfahrt aus. Am 16. Juni 1953 wurde das Schiff noch einmal von der Regierung gechartert, um Regierungsgäste zur Coronation Fleet Review von Elisabeth II. nach Spithead zu bringen. Im Juni 1954 wurden die Strathnaver und die Strathaird erneut umgebaut und in Einklassenschiffe mit Platz für 1250 Reisende in der Touristenklasse umgewandelt. Am 25. Oktober 1960 rettete die Strathnaver den Zweiten Offizier des ägyptischen Frachters El Gamil, welcher zwei Tage zuvor im südlichen Roten Meer gesunken war. Von den 24 Besatzungsmitgliedern war er der einzige Überlebende.
1960 fusionierte P&O mit der Orient Steam Navigation Company zur P&O-Orient Lines. Da der Auswanderungsboom der Nachkriegsjahre nach Australien und Neuseeland Anfang der 1960er Jahre merklich zurückgegangen war, entschieden die neuen Eigner, die Strathnaver und die Strathaird aus dem Verkehr zu ziehen. Außerdem wurde 1961 das neue Schiff Canberra (45.270 BRT) in Dienst gestellt, welches die beiden alten Strath-Schiffe überflüssig machte. Am 11. Dezember 1961 kündigte die P&O-Orient Lines die Außerdienststellung der Strathnaver an. Am 12. Februar 1962 wurde das Schiff an die Shun Fung Ironworks Company in Hongkong verkauft und am 1. März 1962 legte die Strathnaver in London nach Hongkong ab, wo sie am 3. April 1962 zum Abwracken eintraf.

## Trivia
Im November 2012 wurde am Ninety Mile Beach in Neuseeland eine Flaschenpost gefunden, die vermutlich im Jahr 1936 vom Australier Herbert Ernest Hillbrick ins Meer geworfen wurde. Die Flaschenpost enthielt eine auf den 17. März 1936 datierte, handschriftliche Notiz auf P&O-Briefpapier mit einem Bild der Strathnaver.